# Малая Песчанка (приток Илека)
Малая Песчанка — река в России, протекает по Илекскому району Оренбургской области. Длина реки составляет 24 км.
Начинается в селе Филипповка как овраг Песчанка. Течёт сначала в юго-западном направлении до села Песчаное, затем направляется на юг, в низовьях отклоняясь к юго-западу. Устье реки находится в 96 км по правому берегу реки Илек на территории села Озерки.
Основной приток — овраг Сухой — впадает справа.

## Данные водного реестра
По данным государственного водного реестра России относится к Уральскому бассейновому округу, водохозяйственный участок реки — Илек. Речной бассейн реки — Урал (российская часть бассейна).
Код объекта в государственном водном реестре — 12010000912112200009373.